# GNU cflow
GNU cflow是GNU計劃中的一款流程图生成器，其读取一系列C语言源文件并生成外部引用的流程图。此软件仅需读取源码而无需运行代码编译后的软件。

## 历史
其起初为UNIX实用工具cflow的实现。

## cflow（UNIX实用工具）
cflow是一个生成C语言流程图的Unix命令。
除了GNU以外，还存在其他对cflow的实现（如为Tru64 UNIX打造的版本）。